# 沙流郡
沙流郡（日语：／ Saru gun */?）為日本北海道日高振興局的郡，位於日高振興局西部。
郡名來自阿伊努語的「sar」（蘆葦叢）。

## 轄區
轄區包含2町：
- 日高町
- 平取町

## 沿革

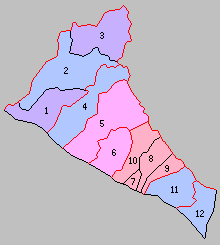
北海道一・二級町村制施行時沙流郡下辖町村（1.右左府村 2.平取村 3.門別村 紫：日高町）

- 1869年8月15日：北海道設置11國86郡，日高國沙流郡成立。
- 1880年：設置勇拂外5郡役所（勇拂郡、白老郡、千歲郡、沙流郡、新冠郡、靜內郡）於苫小牧村。[2]
- 1897年11月：北海道實施支廳制，沙流郡隸屬浦河支廳之管轄，此時沙流郡下轄門別村、佐瑠太村、平賀村、富仁家村、慶能舞村、波惠村、菜實村、厚別村、賀張村、平取村、荷菜摘村、紫雲古津村、荷菜村、二風谷村、荷負村、貫氣別村、長知內村、幌去村。[3]（18村）
- 1909年4月1日：門別村、佐瑠太村、平賀村、富仁家村、慶能舞村、波惠村、菜實村、厚別村、賀張村合併為門別村，並成為北海道二級村。（10村）
- 1915年4月1日：門別村改為北海道一級村。
- 1919年4月1日：右左府村從幌去村分村。（11村）
- 1923年4月1日：（3村）
  - 平取村、荷菜摘村、紫雲古津村、荷菜村、二風谷村、荷負村、貫氣別村、長知內村、幌去村合併為平取村，並成為北海道二級村。
  - 右左府村成為北海道二級村。
- 1943年4月29日：右左府村改名為日高村。
- 1943年6月1日：北海道一級二級町村制廢止，日高村、平取村改為內務省指定村。
- 1946年10月5日：指定町村制廢止。
- 1952年4月1日：門別村改制為門別町。（1町2村）
- 1954年11月1日：平取村改制為平取町。（2町1村）
- 1962年11月1日：日高村改制為日高町。（3町）
- 2006年3月1日：門別町和日高町合併為新成立的日高町。（2町）